# Draba elegans
Draba elegans är en korsblommig växtart som beskrevs av Pierre Edmond Boissier. Draba elegans ingår i släktet drabor, och familjen korsblommiga växter. Inga underarter finns listade i Catalogue of Life.